# 塩化ベンザルコニウム
塩化ベンザルコニウム（えんかベンザルコニウム、benzalkonium chloride）は、陽イオン界面活性剤の一種。示性式がC6H5CH2N+（CH3)2R•Cl−（R=C8H17〜C18H37、長鎖アルキル）と表される四級アンモニウム塩の混合物。水溶液は日本薬局方収載医薬品で逆性石鹸として殺菌・消毒用に用いられる。
消毒薬として本物質を有効成分とする逆性石鹸液は、オスバン、ヂアミトールなどの商品名で50%、10%、ほか低濃度の水溶液が市販されている。

## 用途
手指、粘膜、機器消毒の用途に使われる。消毒効果は以下のとおり。
- グラム陽性菌・グラム陰性菌 - 一般的に有効
- 真菌 - 一部有効、一部無効
- エンベロープを有するウイルス - 一部有効、一部無効
- 緑膿菌 - 抵抗性または無効
- バークホルデリア・セパシア（英語版） - 抵抗性
- セラチア - 抵抗性
- アクロモバクター・キシロソキシダンス（英語版） - 抵抗性
- 結核菌・マイコバクテリウム属 - 無効
- その他のウイルス全般 - 無効
- その他の芽胞を持つ細菌 - 無効

また逆性石鹸という消毒剤の性質上、石けんなど陰イオン界面活性剤の併用で作用が減弱する（非イオン界面活性剤はこの限りでない）。外用消毒剤のため、経口投与や浣腸には使用しない。

## 作用機序
塩化ベンザルコニウムは、細菌細胞膜のリン脂質に吸着し細胞膜の流動性を増加させ細胞膜をバーストさせる。細胞膜の酵素機能を不活性化する。また、細胞のタンパク質を変性させることによって、殺菌性を発揮する。以上は界面活性剤タイプの消毒剤に共通の作用機序と考えられている。
アルキル側鎖がC12H25の塩化ベンザルコニウム（ベンジルドデシルジメチルアンモニウムクロライド、通称：BDDAC）が有機物存在下で最も作用が強い。

## 合成
アルキルアミンをアセトアルデヒド/ギ酸と反応させたあと、塩化ベンジルと反応させる。
{\displaystyle {\ce {RNH2->RN(CH3)2\ +C6H5CH2Cl->C6H5CH2N^{+}(CH3)2R\cdot Cl^{-}}}}

## 安全性
魚や（LC50=280μgai/L）、水生無脊椎動物や（LC50=5.9μgai/L）、鳥類に（LD50=136mg/kg-bw）対して毒性を示す。
経口毒性はラットでLD50=400mg/kg、マウスでLD50=340mg/kg。なおラットの腹腔に使用すると100mg/kg、マウスに静注すると10mg/kgと中等度の毒性を示す。ヒト推定致死量は30 - 400mg/kg。
なお、0.1w/v%希釈液のスプレー1回の噴射量（0.1mL）での薬物含有量は0.1g×0.1%=0.01mgである。通常希釈液も含め眼に刺激性があるため注意を要する（次項を含む）。

### コンタクトレンズとの関係
コンタクトレンズ用液は防腐剤として0.002%から0.01%の塩化ベンザルコニウムを含んでいる。各種点眼薬にも防腐剤としてベンザルコニウム化合物が添加されるが、ベンザルコニウム化合物はコンタクトレンズに吸着されやすく、またベンザルコニウム化合物を吸着してしまったコンタクトレンズをそのまま使用していると角膜上皮を障害するので、コンタクトレンズを装着したままでベンザルコニウム化合物を含有した点眼薬は使用することができない。0.04%から0.05%の溶液は角膜上皮障害を引き起こしやすい。

## 商品名
以下のような商品名でも呼ばれる。
- オスバン（Osvan）[10]
- ウエルパス（Welpas）[10]
- ロッカール（Roccal）[10]
- ベルコムローション[10]
- ザルコニン液
- ザルコノック
- ヂアミトール
- オロナイン-K